# Sankt Margarethen im Burgenland
Sankt Margarethen im Burgenland, St. Margarethen im Burgenland (węg. Szentmargitbánya, burg.-chor. Sveta Margareta) – gmina targowa (Marktgemeinde) w Austrii, w kraju związkowym Burgenland, w powiecie Eisenstadt-Umgebung. Liczy 2,71 tys. mieszkańców (1 stycznia 2014).